# Franz Greno
Franz Emil Greno (* 4. September 1948 in München) ist ein deutscher Buchgestalter und Verleger. In seinem Verlag gab Greno kunstvoll gestaltete Bücher heraus. Mit den Buchreihen Die Andere Bibliothek und Die Krater-Bibliothek vereinte er Material und Literatur auf höchstem Niveau.

## Leben
Franz Greno machte eine Lehre zum Schriftsetzer beim Georg Thieme Verlag in Stuttgart und beim Wagenbach Verlag in West-Berlin. Anschließend war er in der Herstellungsabteilung des S. Fischer Verlages in Frankfurt am Main tätig. Ab 1975 arbeitete Greno beim links-alternativen Frankfurter Verlag Zweitausendeins und betreute nahezu zehn Jahre lang die Herstellung der Bücher und des Kataloges „Merkheft“. Zu seinen wichtigsten Arbeiten in dieser Zeit gehört die Ausstattung der von Hans-Michael Bock herausgegebenen Reihe Haidnische Alterthümer. Literatur des 18. und 19. Jahrhunderts.
Im Herbst 1984 machte er sich selbständig und gründete in Nördlingen einen eigenen Verlag. Greno erwarb die Druckerei Wagner in Nördlingen mit einer Druckerwerkstatt bestehend aus sieben alten Monotype-Setzmaschinen mit Bleisatz und zwei Gussmaschinen für die Herstellung von Bleilettern.
Greno verwirklichte eine Manufakturproduktion zum Zwecke einer höchstmöglichen Qualität in der Buchgestaltung und stellte sich damit in bewussten Gegensatz zum Strukturwandel in der Druckereibranche während der 1980er Jahre, als der mechanische Maschinensatz durch den elektronischen Satz (Computersatz) verdrängt wurde. Von geschlossenen Druckereibetrieben kaufte er nach und nach eine umfangreiche Sammlung alter und seltener Drucklettern auf, so dass seine Druckerei zu jener Zeit die größte Offizin Europas war. Gleichgesinnte Bibliophile wie der Buchhändler Uwe Gruhle unterstützten ihn in seinen ambitionierten Projekten.
Greno konnte auch auf die Mitarbeit namhafter Literaten und Publizisten als Herausgeber setzen. Petra und Uwe Nettelbeck gaben bei ihm die erste Ausgabe sämtlicher Werke von Karl Philipp Moritz heraus, Hans Wollschläger tat dies unter anderem für Karl May, Karl Heinz Roth wählte politische Bücher aus, Henryk Broder und Hilde Recher waren zuständig für die Jüdische Bibliothek und Jan Philipp Reemtsma edierte die Werke von Christoph Martin Wieland. Für die exklusive Buchreihe Die Andere Bibliothek fungierte als literarischer Berater der Schriftsteller Hans Magnus Enzensberger, der in Nördlingen zur Schule gegangen war. Da die Herstellung eines Buches dieser Edition etwa einen Monat beanspruchte, gab der Verlag allmonatlich einen von Enzensberger ausgewählten Band heraus. Von jedem Titel der Anderen Bibliothek konnte er zwischen 20 000 und 50 000 Exemplare verkaufen. Allerdings hielten die Bleidruckstöcke durchschnittlich nur etwa eine Auflage von 35 000 Büchern durch.
Nach ersten wirtschaftlichen Schwierigkeiten wurde am 1. Juli 1987 die Firma juristisch getrennt in die „Werkstatt von Franz Greno“ (23 Schriftsetzer und Buchdrucker) und den „Greno Verlag“ (20 Mitarbeiter). Greno reduzierte das Programm für Taschenbücher und Bildbände und strich das aufwendig hergestellte Magazin als kostenlosen Begleitband zu den Editionen der Anderen Bibliothek. Dennoch kam es schon im nächsten Jahr zu einer neuen Firmenkrise. Anfang 1989 trennte Greno wieder seine Geschäftsbereiche, diesmal in einen Haupt- und einen Taschenbuchverlag. Doch anstelle von Einsparung setzte er weiterhin auf Expansion; so wollte er etwa noch sowjetische Bücher für den westeuropäischen Markt erschließen. Dann erzwangen die steigenden Kosten der vielen Projekte eine weitgehende Auflösung seines Verlages. Er schaffte sich zusätzlich zwei preiswerte Bogenoffsetdruckmaschinen (Fabrikat Koenig & Bauer) an, mit denen sich weitaus kostengünstiger drucken ließ.
Anfang 1997 stellte Greno den Satz von Bleimatrizen auf Lichtsatz um, da nun dieser den „Standard des besten Bleisatzes übertraf“. Er verkaufte Bleisatz und Setzmaschinen an seine Mitarbeiter und übergab auch dem Deutschen Museum in München einen Teil seiner Betriebsmittel.
Im Oktober 1989 übernahm Vito von Eichborn, zu dieser Zeit noch Miteigentümer des Eichborn Verlags, Grenos Edition Die Andere Bibliothek und ließ sie weiterhin bei ihm drucken. Enzensberger blieb bis 2004 Herausgeber dieser Reihe. Nachdem er noch im September 2004 gemeinsam mit Greno die Herausgabe der gemeinsamen Alexander-von-Humboldt-Edition in Berlin gefeiert hatte, teilte er kurz vor Weihnachten 2004 per E-Mail an Autoren, Mitarbeiter und den Verlag seinen Abschied vom Projekt mit. Eine Weiterführung der Anderen Bibliothek unter Beteiligung des Verlages der Frankfurter Allgemeinen Zeitung konnte vom Eichborn Verlag gerichtlich untersagt werden, diese Edition wurde nun ohne Enzensbergers Mitarbeit gestaltet.
Nach der Abwicklung seines Verlags arbeitete Greno als freiberuflicher Buchgestalter, der „vom Buchkonzept bis zum gesamten Layout“ Buchideen für Verlage entwickelt.
1989 verließ Franz Greno Nördlingen. Er ist in zweiter Ehe verheiratet und lebt in Fraterosa bei Urbino in einem alten Bauernhaus. Der ersten Ehe entstammen seine Tochter Tina, welche die bis Ende 2018 die Buchhandlung Greno in Nördlingen führte (seit 2019 von Osiander übernommen), und sein Sohn Nicolas, der das Buchhaus Greno in Donauwörth leitet.

## Auszeichnungen
- Grenos Bücher wurden häufig im Wettbewerb „Die schönsten deutschen Bücher“ von der Stiftung Buchkunst ausgezeichnet.
- 1985: „Verlag des Jahres“ von der Branchenzeitschrift BuchMarkt
- 2021: Bundesverdienstkreuz am Bande[13]